# 拉福雷圣克鲁瓦
拉福雷圣克鲁瓦（法語：La Forêt-Sainte-Croix，法語發音：[la fɔʁɛ sɛ̃t kʁwa] ⓘ）是法国法兰西岛大区埃松省的一个市镇，属于埃唐普区。

## 地理
拉福雷圣克鲁瓦（48°23'5"N, 2°13'50"E）面积5.36 平方千米，位于法国法蘭西島大區埃松省，该省份为法国北部内陆省份，北起上塞纳省和马恩河谷省，西接厄尔-卢瓦省和伊夫林省，南至卢瓦雷省，东临塞纳-马恩省。
与拉福雷圣克鲁瓦接壤的市镇（或旧市镇、城区）包括：莫里尼-尚皮尼、布瓦埃尔潘、布瓦西拉里维耶尔、埃唐普、博斯地区马罗勒、皮斯莱勒马赖。

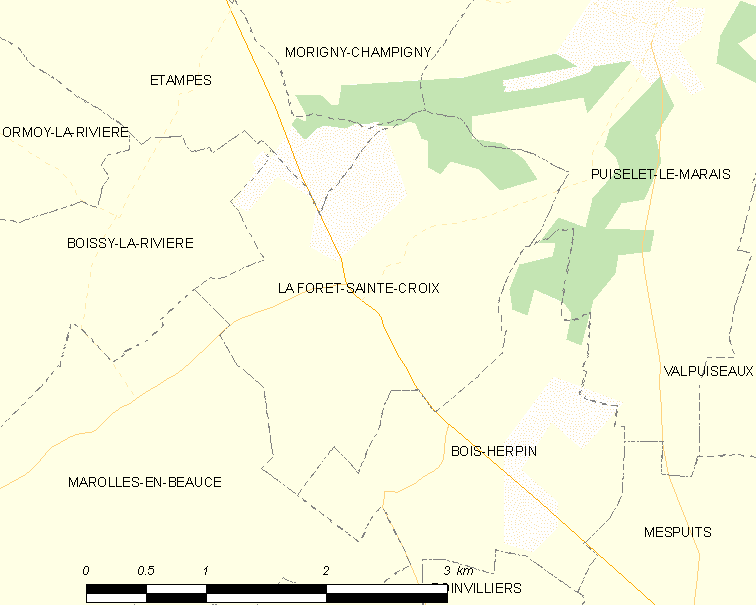
拉福雷圣克鲁瓦的OSM定位图

拉福雷圣克鲁瓦的时区为UTC+01:00、UTC+02:00（夏令时）。

## 行政
拉福雷圣克鲁瓦的邮政编码为91150，INSEE市镇编码为91248。

## 政治
拉福雷圣克鲁瓦所属的省级选区为埃唐普县。

## 人口

1962-2008年间拉福雷圣克鲁瓦人口变化图示

拉福雷圣克鲁瓦于2022年1月1日时的人口数量为153人。